# Noors voetbalelftal in 1997
Het Noors voetbalelftal speelde in totaal twaalf interlands in het jaar 1997, waaronder vijf kwalificatiewedstrijden voor de WK-eindronde 1998 in Frankrijk. De selectie stond onder leiding van bondscoach Egil Olsen, en wist zich andermaal te plaatsen voor de WK-eindronde. Op de FIFA-wereldranglijst steeg Noorwegen in 1997 van de veertiende (januari 1997) naar de dertiende plaats (december 1997). Spits Tore André Flo van Chelsea kwam als enige in alle twaalf duels in actie.

## Balans
| Wedstrijden | Wedstrijden | Wedstrijden | Wedstrijden | Doelpunten | Doelpunten | Doelpunten | Punten |
| Gespeeld    | Winst       | Gelijk      | Verlies     | Voor       | Tegen      | Saldo      | Punten |
| ----------- | ----------- | ----------- | ----------- | ---------- | ---------- | ---------- | ------ |
| 12          | 7           | 3           | 2           | 24         | 7          | +17        | 1.417  |

## Interlands
|                                                       |                 |       |           |                                                                                      |
| 18 januari Vriendschappelijk № 590 «onderlinge duels» | Zuid-Korea      | 1 – 0 | Noorwegen | Lakeside Stadium, Melbourne Toeschouwers: 8.000 Scheidsrechter: Gerry Connolly (AUS) |
| 18 januari Vriendschappelijk № 590 «onderlinge duels» | Kim Do-Hoon 57' |       |           | Lakeside Stadium, Melbourne Toeschouwers: 8.000 Scheidsrechter: Gerry Connolly (AUS) |

|                                                       |               |                                                          |           |                                                                                  |
| 22 januari Vriendschappelijk № 591 «onderlinge duels» | Nieuw-Zeeland | 0 – 3                                                    | Noorwegen | Suncorp Stadium, Brisbane Toeschouwers: 10.000 Scheidsrechter: Mark Shield (AUS) |
| 22 januari Vriendschappelijk № 591 «onderlinge duels» |               | 60' Bent Skammelsrud 80' Bent Skammelsrud 84' Håvard Flo |           | Suncorp Stadium, Brisbane Toeschouwers: 10.000 Scheidsrechter: Mark Shield (AUS) |

|                                                       |                   |       |           |                                                                                         |
| 25 januari Vriendschappelijk № 592 «onderlinge duels» | Australië         | 1 – 0 | Noorwegen | Sydney Football Stadium, Sydney Toeschouwers: 17.429 Scheidsrechter: Eddie Lennie (AUS) |
| 25 januari Vriendschappelijk № 592 «onderlinge duels» | Robbie Hooker 73' |       |           | Sydney Football Stadium, Sydney Toeschouwers: 17.429 Scheidsrechter: Eddie Lennie (AUS) |

|                                                     |                 |       |                                                                             |                                                                                |
| 29 maart Vriendschappelijk № 593 «onderlinge duels» | VA Emiraten     | 1 – 4 | Noorwegen                                                                   | Sharjah Stadium, Sharjah Toeschouwers: 1.000 Scheidsrechter: Yonis Hosan (UAE) |
| 29 maart Vriendschappelijk № 593 «onderlinge duels» | Bakhit Saad 18' |       | 2' Tore André Flo 38' Tore André Flo 66' Tore André Flo 90' Ståle Solbakken | Sharjah Stadium, Sharjah Toeschouwers: 1.000 Scheidsrechter: Yonis Hosan (UAE) |

|                                                   |                         |       |                   |                                                                               |
| 30 april WK-kwalificatie № 594 «onderlinge duels» | Noorwegen               | 1 – 1 | Finland           | Ullevaal Stadion, Oslo Toeschouwers: 22.287 Scheidsrechter: Markus Merk (GER) |
| 30 april WK-kwalificatie № 594 «onderlinge duels» | Ole Gunnar Solskjær 83' |       | 60' Antti Sumiala | Ullevaal Stadion, Oslo Toeschouwers: 22.287 Scheidsrechter: Markus Merk (GER) |

|                                                   |                                                                         |       |                           |                                                                                 |
| 30 mei Vriendschappelijk № 595 «onderlinge duels» | Noorwegen                                                               | 4 – 2 | Brazilië                  | Ullevaal Stadion, Oslo Toeschouwers: 21.799 Scheidsrechter: Stephen Lodge (ENG) |
| 30 mei Vriendschappelijk № 595 «onderlinge duels» | Petter Rudi 9' Tore André Flo 17' Tore André Flo 32' Egil Østenstad 77' |       | 19' Djalminha 66' Romário | Ullevaal Stadion, Oslo Toeschouwers: 21.799 Scheidsrechter: Stephen Lodge (ENG) |

|                                                 |                   |       |                |                                                                                |
| 8 juni WK-kwalificatie № 596 «onderlinge duels» | Hongarije         | 1 – 1 | Noorwegen      | Népstadion, Boedapest Toeschouwers: 12.201 Scheidsrechter: David Elleray (ENG) |
| 8 juni WK-kwalificatie № 596 «onderlinge duels» | Zoltán Kovács 22' |       | 9' Petter Rudi | Népstadion, Boedapest Toeschouwers: 12.201 Scheidsrechter: David Elleray (ENG) |

|                                                    |         |                 |           |                                                                                        |
| 20 juli Vriendschappelijk № 597 «onderlinge duels» | IJsland | 0 – 1           | Noorwegen | Laugardalsvöllur, Reykjavík Toeschouwers: 6.323 Scheidsrechter: Richard O'Hanlon (IRL) |
| 20 juli Vriendschappelijk № 597 «onderlinge duels» |         | 74' Jostein Flo |           | Laugardalsvöllur, Reykjavík Toeschouwers: 6.323 Scheidsrechter: Richard O'Hanlon (IRL) |

|                                                      |         |                                                                       |           |                                                                                |
| 20 augustus WK-kwalificatie № 598 «onderlinge duels» | Finland | 0 – 4                                                                 | Noorwegen | Olympiastadion, Helsinki Toeschouwers: 15.000 Scheidsrechter: Vadim Zhuk (BLR) |
| 20 augustus WK-kwalificatie № 598 «onderlinge duels» |         | 8' Ståle Solbakken 12' Petter Rudi 48' Jostein Flo 84' Tore André Flo |           | Olympiastadion, Helsinki Toeschouwers: 15.000 Scheidsrechter: Vadim Zhuk (BLR) |

|                                                      |              |                    |           |                                                                                        |
| 6 september WK-kwalificatie № 599 «onderlinge duels» | Azerbeidzjan | 0 – 1              | Noorwegen | Tofikh Bakhramov Stadion, Bakoe Toeschouwers: 8.000 Scheidsrechter: Günter Benkö (AUT) |
| 6 september WK-kwalificatie № 599 «onderlinge duels» |              | 43' Tore André Flo |           | Tofikh Bakhramov Stadion, Bakoe Toeschouwers: 8.000 Scheidsrechter: Günter Benkö (AUT) |

|                                                       |                                                                                                |       |             |                                                                                |
| 10 september WK-kwalificatie № 600 «onderlinge duels» | Noorwegen                                                                                      | 5 – 0 | Zwitserland | Ullevaal Stadion, Oslo Toeschouwers: 22.603 Scheidsrechter: Hellmut Krug (GER) |
| 10 september WK-kwalificatie № 600 «onderlinge duels» | Jahn Ivar Jakobsen 46' Ståle Solbakken 50' Dan Eggen 65' Egil Østenstad 74' Tore André Flo 85' |       |             | Ullevaal Stadion, Oslo Toeschouwers: 22.603 Scheidsrechter: Hellmut Krug (GER) |

|                                                      |           |       |          |                                                                                     |
| 8 oktober Vriendschappelijk № 601 «onderlinge duels» | Noorwegen | 0 – 0 | Colombia | Ullevaal Stadion, Oslo Toeschouwers: 18.028 Scheidsrechter: Karl-Erik Nilsson (SWE) |
| 8 oktober Vriendschappelijk № 601 «onderlinge duels» |           |       |          | Ullevaal Stadion, Oslo Toeschouwers: 18.028 Scheidsrechter: Karl-Erik Nilsson (SWE) |

## FIFA-wereldranglijst
| JAN | FEB | MAR | APR | MEI | JUN | JUL | AUG | SEP | OKT | NOV | DEC |
| --- | --- | --- | --- | --- | --- | --- | --- | --- | --- | --- | --- |
| 14  | 17  | 17  | 18  | 15  | 15  | 15  | 15  | 16  | 12  | 14  | 13  |

## Statistieken
| Frode Grodås        | 1964-10-24 | Tottenham Hotspur   | 8  | 0 | 0 | 35 | 0  |
| Thomas Gill         | 1965-05-16 | MSV Duisburg        | 3  | 1 | 0 | 4  | 0  |
| Jørn Jamtfall       | 1966-07-24 | Rosenborg BK        | 1  | 0 | 0 | 1  | 0  |
| Verdediging         |            |                     |    |   |   |    |    |
| Dan Eggen           | 1970-01-13 | Celta de Vigo       | 9  | 0 | 1 | 11 | 1  |
| Stig Inge Bjørnebye | 1969-12-11 | Liverpool           | 8  | 0 | 0 | 58 | 1  |
| Henning Berg        | 1969-09-01 | Manchester United   | 7  | 0 | 0 | 47 | 4  |
| Ronny Johnsen       | 1969-06-10 | Manchester United   | 5  | 0 | 0 | 31 | 1  |
| Tore Pedersen       | 1969-09-29 | Blackburn Rovers    | 4  | 0 | 0 | 42 | 0  |
| Gunnar Halle        | 1965-08-11 | Leeds United        | 3  | 3 | 0 | 58 | 5  |
| Alf-Inge Håland     | 1972-11-23 | Leeds United        | 2  | 3 | 0 | 25 | 0  |
| André Bergdølmo     | 1971-10-13 | Rosenborg BK        | 2  | 1 | 0 | 3  | 0  |
| Erik Hoftun         | 1969-03-03 | Rosenborg BK        | 2  | 0 | 0 | 2  | 0  |
| Thomas Pereira      | 1973-06-12 | Viking Stavanger    | 1  | 1 | 0 | 2  | 0  |
| Bjørn Tore Kvarme   | 1972-06-17 | Liverpool           | 1  | 0 | 0 | 1  | 0  |
| Roger Nilsen        | 1969-08-08 | Sheffield United    | 1  | 0 | 0 | 30 | 3  |
| Steinar Nilsen      | 1972-05-01 | AC Milan            | 0  | 1 | 0 | 1  | 0  |
| Vidar Riseth        | 1972-04-21 | LASK Linz           | 0  | 1 | 0 | 1  | 0  |
| Middenveld          |            |                     |    |   |   |    |    |
| Erik Mykland        | 1971-07-21 | Panathinaikos       | 10 | 0 | 0 | 50 | 2  |
| Kjetil Rekdal       | 1968-11-06 | Hertha BSC          | 9  | 0 | 0 | 63 | 13 |
| Petter Rudi         | 1973-09-17 | Sheffield Wednesday | 8  | 0 | 3 | 15 | 3  |
| Ståle Solbakken     | 1968-02-27 | Aalborg BK          | 7  | 4 | 3 | 32 | 6  |
| Bent Skammelsrud    | 1966-05-18 | Bayer 04 Leverkusen | 4  | 4 | 1 | 22 | 3  |
| Øyvind Leonhardsen  | 1970-08-17 | Liverpool           | 4  | 0 | 0 | 55 | 11 |
| Jonny Hanssen       | 1972-12-13 | Eendracht Aalst     | 2  | 0 | 0 | 2  | 0  |
| Trond Egil Soltvedt | 1967-02-15 | Coventry City       | 1  | 2 | 0 | 3  | 0  |
| Jahn Ivar Jakobsen  | 1965-11-08 | Rosenborg BK        | 1  | 0 | 1 | 64 | 11 |
| Bjørn Viljugrein    | 1969-11-24 | Vålerenga IF        | 1  | 0 | 0 | 1  | 0  |
| Roger Helland       | 1973-09-26 | Brann Bergen        | 0  | 2 | 0 | 2  | 0  |
| Odd Inge Olsen      | 1969-12-28 | Molde FK            | 0  | 2 | 0 | 2  | 0  |
| Aanval              |            |                     |    |   |   |    |    |
| Tore André Flo      | 1973-06-15 | Chelsea             | 12 | 0 | 8 | 20 | 9  |
| Frank Strandli      | 1972-05-16 | Panathinaikos       | 5  | 3 | 0 | 19 | 2  |
| Jostein Flo         | 1964-10-03 | Strømsgodset IF     | 3  | 4 | 2 | 44 | 11 |
| Håvard Flo          | 1970-08-04 | Werder Bremen       | 3  | 0 | 1 | 5  | 1  |
| Stig Johansen       | 1972-06-13 | Bristol City        | 2  | 1 | 0 | 3  | 0  |
| Ole Gunnar Solskjær | 1973-02-26 | Manchester United   | 2  | 0 | 1 | 10 | 5  |
| Sigurd Rushfeldt    | 1972-12-11 | Rosenborg BK        | 1  | 0 | 0 | 8  | 0  |
| Egil Østenstad      | 1972-01-02 | Southampton FC      | 0  | 5 | 2 | 10 | 5  |